# Abdoua Kanta
Abdoua Kanta (Foulatari, 1946 – Niamey, 9 aprile 2017) è stato un regista nigeriano.

## Biografia
Nato nel 1946 a Foulatary (Niger). Insegnante di francese e laureato in lettere, dopo aver ricoperto numerose cariche scolastiche e collaborato col Ministero dell'Educazione, si è diplomato in Cinema e Televisione all'Università di Parigi I. Autore di alcune novelle e di un romanzo, è stato presidente dell'Associazione dei cineasti nigeriani e ha collaborato con radio e televisione. Lelée è stato il suo primo mediometraggio di fiction.

## Filmografia
- L'homme et les animaux - cortometraggio documentario (1981)
- Le divorce - cortometraggio (1982)
- L'homme sans cicatrice - cortometraggio (1982)
- Lelée, co-regia con Annick Legall - mediometraggio (1990)